# Parafia św. Jana Chrzciciela we Włocławku
Parafia Świętego Jana Chrzciciela we Włocławku – rzymskokatolicka parafia we Włocławku, należąca do diecezji włocławskiej i dekanatu włocławskiego I. Powołana w XI wieku przez księdza biskupa Jana Rzymianina. Obsługiwana przez księży diecezjalnych.
Proboszczem jest ks. kan. dr Piotr Dykowski.

## Kościoły
- kościół parafialny: Kościół św. Jana Chrzciciela we Włocławku